# 黑社會 (電影)
《黑社會》（英語：Election）是2005年上映的香港黑社會電影，由杜琪峯執導，黃志偉任動作設計，任達華和梁家輝主演。本片入選第58届戛纳电影节競賽片。後續電影《黑社會以和為貴》於翌年上映。
迎合當地相對保守的電檢審查標準，此片在中国大陆、新加坡、马来西亚等地上映時，修改了结局等关键内容，修改後的版本改稱《龍城歲月》。
该片在香港因有大量的脏话血腥画面以及黑社会元素，根据《香港電影分級制度》该片被评为III级。

## 劇情
300年前，奉行忠心義氣的洪门中人，是反清复明、為民族抗爭的英雄義士。300年後的今日，同是拜天地、滴血盟的洪門中人，卻是唯利是圖，爭權奪利，所作所為只是一群喪盡天良，欺負百姓的黑社會組織。時間改變了一切。經過一場辦事人選舉，「樂少」最終奪得龍頭棍，但權力鬥爭，將無止境地延續下去。
香港和字頭幫派「和聯勝」舉行兩年一度辦事人選舉，“樂少”林懷樂與“大D”雷超是兩大地區領導，二人皆欲爭奪統領50,000會員的寶座，一眾有投票權的幫會元老亦為自身利益因而明爭暗鬥。
樂少成功獲選為辦事人。但深深不忿的大D挑戰幫規，威逼和聯勝前辦事人“吹雞”不準他將龍頭棍交給樂少，其後又派手下捉了叔父“龍根哥”及其門生“官仔森”，把二人裝在木箱連續數次從山頂推下以泄憤，勢要搶奪最高權力象徵的龍頭棍到手，因而引致警方介入。但眾叔父元老之首“鄧伯”明言不會因此而重選辦事人。要是不能奪取辦事人之位，大D更聲言要背叛幫會，自立幫派「新和聯勝」。五名小頭目牽連其中，為爭奪龍頭棍而展開連番內鬥。最後樂少說服龍根和官仔森的手下“Jimmy仔”，成功取得龍頭棍，並勸服大D聯手殺入尖沙咀。
但是對樂少來說，大D始終是心腹大患，因其勢力仍然可威脅自己。大D更在林雷兩家相約在水塘釣魚時向樂少暗示自己想向鄧伯等叔父元老施壓，改變幫規，與他一同做和聯勝辦事人。樂少於是趁大D沒有防備之時，用石頭把他擊殺。樂少的殺氣甚至把附近的猴子也嚇到走避。及後亦殺害大D的妻子以滅口，並將夫妻二人就地埋屍。
中國大陸版本另有結局：樂少用石頭擊殺大D時，附近已有警方埋伏目擊，樂少當場被警察逮捕，被控謀殺。

## 演員
| 演員   | 角色              | 角色簡介 |
| ------ | ----------------- | --- |
| 任達華 | 樂少（林懷樂）    | 佐敦領導，競逐新任組織辦事人 因Jimmy仔、飛機、東莞仔、師爺蘇和大頭協助其取得龍頭棍，收了他們為乾仔 在結局中為了阻止大D威脅自己的地位，用石頭將大D砸死 中國大陸版本，被警察暗中埋伏監視，大D被殺後被警察逮捕 |
| 梁家輝 | 大D（雷超）       | 荃灣領導，競逐新任辦事人 跟樂少達成協議而和好 在結局因向樂少暗示自己想與他一同做辦事人而被樂少用石頭砸死並且埋屍 中國大陸版本，被樂少殺死後，樂少亦當場被警察逮捕，被控謀殺                                 |
| 古天樂 | Jimmy仔（李家源） | 官仔森/龍根手下 社團頭目，擅長賺錢，協助樂少取得龍頭棍，成為樂少的乾仔 中國大陸版本，是警方派往《和聯勝》做卧底                                                                                             |
| 張家輝 | 飛機              | 魚頭標頭馬 社團殺手 協助樂少取得龍頭棍，成為樂少的乾仔 |
| 林家棟 | 東莞仔            | 大埔黑頭馬 社團紅棍，金牌打手 協助樂少取得龍頭棍，成為樂少的乾仔 |
| 張兆輝 | 師爺蘇            | 火牛頭馬 社團律師，患有口吃 協助樂少取得龍頭棍，成為樂少的乾仔 |
| 林雪   | 大頭              | 高佬頭馬 社團紅棍，對社團詩詞規矩十分熟悉 協助樂少取得龍頭棍，成為樂少的乾仔 |
| 王天林 | 鄧伯（鄧威）      | 叔父輩之首，支持樂少成為新任辦事人，行事謹慎 因害怕串爆傳錯說話而和大D進行面談，大D說出要另起爐灶 |
| 譚炳文 | 串爆（徐天）      | 叔父輩，魚頭標的老大，支持大D成為新任辦事人 |
| 邵美琪 | 大D嫂             | 雷太，替大D下達命令 目睹大D被樂少殺害而遭後者滅口並且埋屍 中國大陸版本為發現大D被林懷樂殺死後險被其殺害，逃亡                                                                                               |
| 姜大衞 | 許警司            | O記警司 |
| 尤勇   | 總隊長            | 廣州公安總隊長 |
| 王鍾   | 吹雞              | 灣仔領導，現任辦事人 衝出馬路被車撞至重偒 |
| 陳少鵬 | 老鬼奀            | 叔父輩，支持樂少成為新任辦事人 |
| 元彬   | 香主              | 洪門香主 |
| 吳廷燁 | 何督察            | O記督察，又叫阿滔 |
| 甄懋強 | 余督察            | O記督察 |
| 黃浩然 | 黃探員            | O記探員 |
| 余袁穩 | Long Gun／龍根    | 叔父輩，眾叔父輩輩分第二大，官仔森的老大 |
| 洪羅拔 | 官仔森            | 龍根頭馬，Jimmy仔的老大 |
| 林文偉 | 火牛              | 大角咀領導，師爺蘇的老大，支持樂少成為新任辦事人 |
| 黃志偉 | 大埔黑            | 大埔領導，東莞仔的老大，為大D提供毒品貨源 |
| 車保羅 | 高佬              | 九區霸主之一，大頭的老大 |
| 郭鋒   | 魚頭標            | 串爆手下，和聯勝頭目飛機的老大，販賣白粉 |
| 趙志誠 | 長毛              | 大D頭馬，小頭目 |
| 黃思恩 | 阿澤              | 樂少副手，頭目 |
| 羅永昌 | 四眼明            | 吹雞手下 |
| 何漢州 | 雙番東            | 叔父輩，支持大D成為新任辦事人 |
| 唐培中 | 冷佬              | 叔父輩，支持大D成為新任辦事人 |
| 張志平 | 衰狗              | 叔父輩 |
| 何柱   | 張俊文            | |
| 元寶   | 恐龍              | 新記頭目，尖沙嘴領導 打算跟大D合謀殺死樂少，但反被他們暗算 |
| 李日昇 | Denny             | 樂少兒子 |
| 關菁   | 通哥              | 廣州黑道中人，與師爺蘇相熟 |
| 丁家湘 | 律師              | 樂少律師，字頭律師，間接指使吹雞拔喉 |
| 余世騰 | 律師              | 大D律師 |
| 黃華和 |                   | 九區領導之一 |
| 盧海鵬 | 旁白              | 口述洪門起源 |

## 拍攝場地（部分）
- 摩理臣山游泳池、金山郊野公園及石澳石礦場

## 评价
《黑社會》常被指關於選舉。但是杜琪峯自己接受采访时表示：「所有創作都係源自生活同社會，例如03年嘅大遊行要求落實普選，呢個就係社會嘅聲音；去到拍《黑社會》又衰，黑社會字頭又有得選，其實兩者一啲關係都冇，但社會氣候會將兩件事連埋一齊，時代畀我呢種感覺我就寫成咁，我冇刻意㗎，冇嗰啲訴求就唔會出現呢個議題。」

## 獎項
| 頒獎典禮                       | 獎項                 | 名單           | 結果 |
| ------------------------------ | -------------------- | -------------- | ---- |
| 第58届戛纳电影节               | 金棕榈奖             | 不適用         | 提名 |
| 第35屆錫切斯影展               | 最佳電影             | 不適用         | 提名 |
| 第35屆錫切斯影展               | 最佳導演             | 杜琪峯         | 獲獎 |
| 第42屆金馬獎                   | 最佳劇情片           | 不適用         | 提名 |
| 第42屆金馬獎                   | 最佳導演             | 杜琪峯         | 提名 |
| 第42屆金馬獎                   | 最佳男主角           | 梁家輝         | 提名 |
| 第42屆金馬獎                   | 最佳男配角           | 王天林         | 提名 |
| 第42屆金馬獎                   | 最佳原著劇本         | 游乃海、葉天成 | 獲獎 |
| 第42屆金馬獎                   | 最佳攝影             | 鄭兆強         | 提名 |
| 第42屆金馬獎                   | 最佳造型設計         | 張世傑         | 提名 |
| 第42屆金馬獎                   | 最佳動作設計         | 黃志偉         | 提名 |
| 第42屆金馬獎                   | 最佳原創電影音樂     | 羅大佑         | 提名 |
| 第42屆金馬獎                   | 最佳原創電影歌曲     | 對天歌         | 提名 |
| 第42屆金馬獎                   | 最佳音效             | 莫美華、羅柏禹 | 獲獎 |
| 第12屆香港電影評論學會大獎     | 最佳電影             | 不適用         | 獲獎 |
| 第12屆香港電影評論學會大獎     | 最佳導演             | 杜琪峯         | 獲獎 |
| 第12屆香港電影評論學會大獎     | 最佳編劇             | 游乃海、葉天成 | 提名 |
| 第12屆香港電影評論學會大獎     | 最佳男演員           | 梁家輝         | 提名 |
| 第12屆香港電影評論學會大獎     | 最佳男演員           | 任達華         | 提名 |
| 2005年度香港電影導演會年度大獎 | 年度最受推介電影     | 不適用         | 獲獎 |
| 2005年度香港電影導演會年度大獎 | 年度最傑出導演       | 杜琪峯         | 獲獎 |
| 2005年度香港電影編劇家協會大奬 | 年度推薦劇本         | 游乃海、葉天成 | 獲獎 |
| 第25屆香港電影金像獎           | 最佳電影             | 不適用         | 獲獎 |
| 第25屆香港電影金像獎           | 最佳導演             | 杜琪峯         | 獲獎 |
| 第25屆香港電影金像獎           | 最佳編劇             | 游乃海、葉天成 | 獲獎 |
| 第25屆香港電影金像獎           | 最佳男主角           | 任達華         | 提名 |
| 第25屆香港電影金像獎           | 最佳男主角           | 梁家輝         | 獲獎 |
| 第25屆香港電影金像獎           | 最佳男配角           | 王天林         | 提名 |
| 第25屆香港電影金像獎           | 最佳女配角           | 邵美琪         | 提名 |
| 第25屆香港電影金像獎           | 最佳攝影             | 鄭兆強         | 提名 |
| 第25屆香港電影金像獎           | 最佳剪接             | 譚家明         | 提名 |
| 第25屆香港電影金像獎           | 最佳原創電影音樂     | 羅大佑         | 提名 |
| 第6屆華語電影傳媒大獎          | 最佳影片             | 不適用         | 獲獎 |
| 第6屆華語電影傳媒大獎          | 最佳導演             | 杜琪峯         | 提名 |
| 第6屆華語電影傳媒大獎          | 最佳編劇             | 游乃海、葉天成 | 提名 |
| 第6屆華語電影傳媒大獎          | 最佳男主角           | 梁家輝         | 獲獎 |
| 第6屆華語電影傳媒大獎          | 最佳男主角           | 任達華         | 提名 |
| 第11屆香港電影金紫荊獎         | 最佳影片             | 不適用         | 獲獎 |
| 第11屆香港電影金紫荊獎         | 最佳導演             | 杜琪峯         | 提名 |
| 第11屆香港電影金紫荊獎         | 最佳編劇             | 游乃海、葉天成 | 獲獎 |
| 第11屆香港電影金紫荊獎         | 最佳男主角           | 任達華         | 獲獎 |
| 第11屆香港電影金紫荊獎         | 最佳男主角           | 梁家輝         | 提名 |
| 第11屆香港電影金紫荊獎         | 最佳女配角           | 邵美琪         | 提名 |
| 第11屆香港電影金紫荊獎         | 最佳攝影             | 鄭兆強         | 提名 |
| 第11屆香港電影金紫荊獎         | 最佳剪接             | 譚家明         | 提名 |
| 第11屆香港電影金紫荊獎         | 最佳電影音樂         | 羅大佑         | 提名 |
| 第11屆香港電影金紫荊獎         | 十大華語片           | 不適用         | 獲獎 |
| 香港特區十周年電影選舉         | 最佳編劇             | 游乃海、葉天成 | 提名 |
| 香港特區十周年電影選舉         | 最佳男主角           | 梁家輝         | 提名 |
| 香港特區十周年電影選舉         | 最富香港本土色彩電影 | 不適用         | 提名 |

## 外部連結
- 香港影庫上《黑社會》的資料（繁體中文）
- 開眼電影網上《黑社會》的資料（繁體中文）
- Yahoo奇摩電影上《黑社會》的資料（繁體中文）
- 豆瓣电影上《黑社會》的資料 （简体中文）
- 时光网上《黑社會》的資料（简体中文）
- 互联网电影数据库（IMDb）上《黑社會》的资料（英文）
- AllMovie上《黑社會》的资料（英文）
- 爛番茄上《黑社會》的資料（英文）